# Caragana polourensis
Caragana polourensis är en ärtväxtart som beskrevs av Adrien René Franchet. Caragana polourensis ingår i släktet karaganer, och familjen ärtväxter. Inga underarter finns listade i Catalogue of Life.